# روبرت فانسيتارت
روبرت فانسيتارت (بالإنجليزية: Rupert Vansittart)‏‏ (10 فبراير 1958 - ) ممثل، وممثل مسرحي من المملكة المتحدة.

## روابط خارجية
- روبرت فانسيتارت على موقع IMDb (الإنجليزية)
- روبرت فانسيتارت على موقع ألو سيني (الفرنسية)
- روبرت فانسيتارت على موقع أول موفي (الإنجليزية)
- روبرت فانسيتارت على موقع قاعدة بيانات الأفلام السويدية (السويدية)
- روبرت فانسيتارت على موقع قاعدة بيانات الفيلم (الإنجليزية)
- روبرت فانسيتارت على موقع كينوبويسك (الروسية)